# شولگره
شولگره (به لاتین: Shulgareh) یک منطقهٔ مسکونی در افغانستان است که در ولایت بلخ واقع شده‌است.